# Ceilloux
Ceilloux (/sɛ.ju/) est une commune française située dans le département du Puy-de-Dôme, en région Auvergne-Rhône-Alpes.

## Géographie

### Localisation

#### Lieux-dits et écarts
Le Bost, le Bourg, le Breuil, la Brugère, les Bughes, le Buis, Champsolier, Chantaigut, la Cissartie, la Combe, les Côtes, Dourbias, Échinlet, l'Epinat, Gaudon, la Gourcie, Goutte Sourde, le Lombard, le Montel, Pradelles, Puy-Communal, Roussis, les Sagnes, Tissonnières, Trémoulet, la Vigne, les Villes.

#### Communes limitrophes
Quatre communes sont limitrophes de Ceilloux :
| Saint-Dier-d'Auvergne | Domaize  |         |
|                       | Ceilloux |         |
|                       | Auzelles | Cunlhat |

### Climat
Pour des articles plus généraux, voir Climat d'Auvergne-Rhône-Alpes et Climat du Puy-de-Dôme.
En 2010, le climat de la commune est de type climat des marges montargnardes, selon une étude du Centre national de la recherche scientifique s'appuyant sur une série de données couvrant la période 1971-2000. En 2020, Météo-France publie une typologie des climats de la France métropolitaine dans laquelle la commune est exposée à un climat de montagne ou de marges de montagne et est dans la région climatique  Nord-est du Massif Central, caractérisée par une pluviométrie annuelle de 800 à 1 200 mm, bien répartie dans l’année. 
Pour la période 1971-2000, la température annuelle moyenne est de 10 °C, avec une amplitude thermique annuelle de 16,3 °C. Le cumul annuel moyen de précipitations est de 997 mm, avec 11,1 jours de précipitations en janvier et 8,2 jours en juillet. Pour la période 1991-2020, la température moyenne annuelle observée sur la station météorologique de Météo-France la plus proche, « Cunlhat », sur la commune de Cunlhat à 4 km à vol d'oiseau, est de 10,1 °C et le cumul annuel moyen de précipitations est de 1 010,2 mm,. Pour l'avenir, les paramètres climatiques de la commune estimés pour 2050 selon différents scénarios d'émission de gaz à effet de serre sont consultables sur un site dédié publié par Météo-France en novembre 2022.

## Urbanisme

### Typologie
Au 1er janvier 2024, Ceilloux est catégorisée commune rurale à habitat très dispersé, selon la nouvelle grille communale de densité à sept niveaux définie par l'Insee en 2022.
Elle est située hors unité urbaine et hors attraction des villes,.

### Occupation des sols
L'occupation des sols de la commune, telle qu'elle ressort de la base de données européenne d’occupation biophysique des sols Corine Land Cover (CLC), est marquée par l'importance des territoires agricoles (59,4 % en 2018), une proportion sensiblement équivalente à celle de 1990 (59,3 %). La répartition détaillée en 2018 est la suivante : 
prairies (59,3 %), forêts (40,6 %), zones agricoles hétérogènes (0,2 %). L'évolution de l’occupation des sols de la commune et de ses infrastructures peut être observée sur les différentes représentations cartographiques du territoire : la carte de Cassini (XVIIIe siècle), la carte d'état-major (1820-1866) et les cartes ou photos aériennes de l'IGN pour la période actuelle (1950 à aujourd'hui).

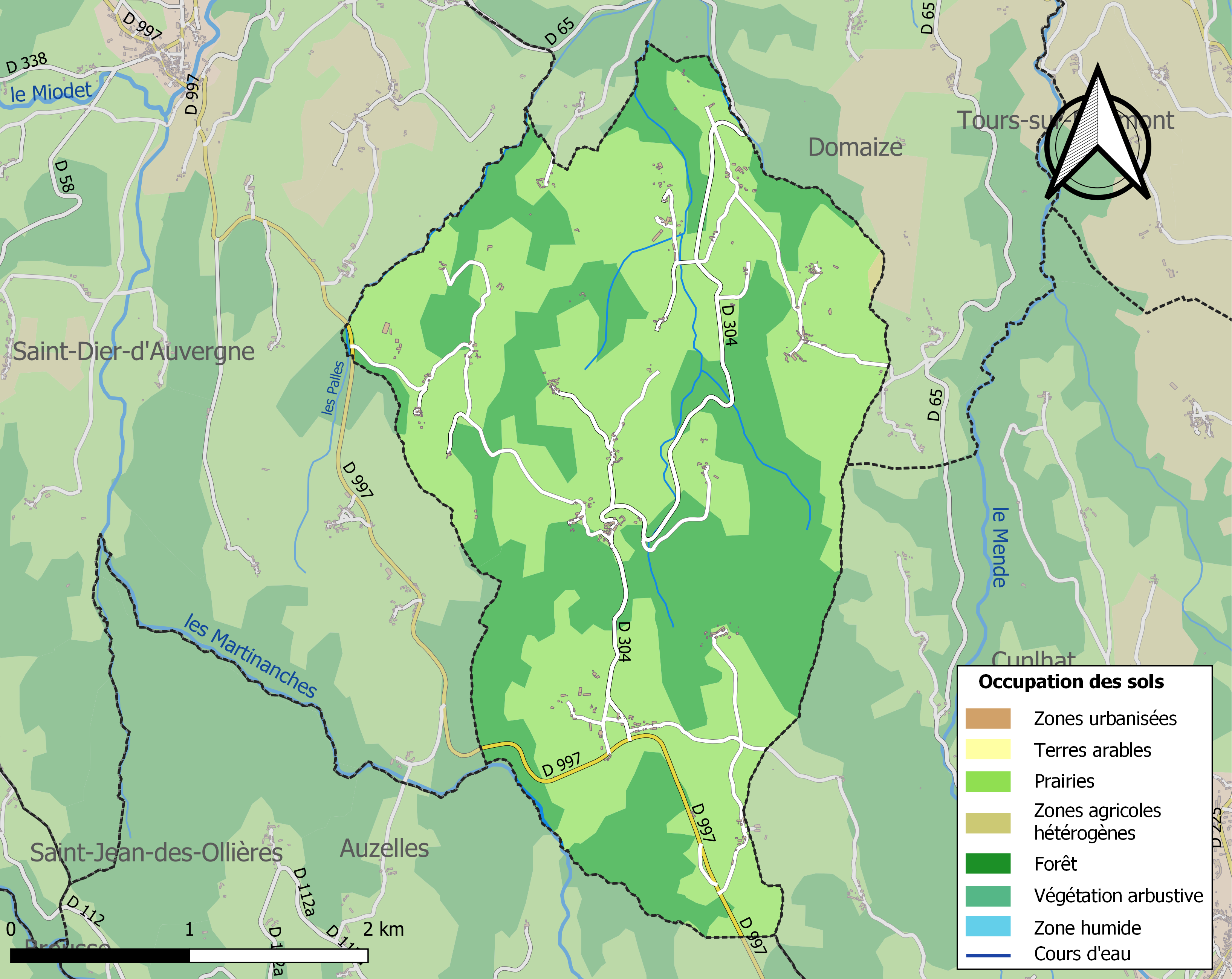
Carte des infrastructures et de l'occupation des sols de la commune en 2018 (CLC).

## Politique et administration

### Découpage territorial
Les limites territoriales des cinq arrondissements du Puy-de-Dôme ont été modifiées afin que chaque nouvel établissement public de coopération intercommunale à fiscalité propre soit rattaché à un seul arrondissement au 1er janvier 2017. La communauté de communes Ambert Livradois Forez à laquelle appartient la commune est rattachée à l'arrondissement d'Ambert ; ainsi, Ceilloux est passée le 1er janvier 2017 de l'arrondissement de Clermont-Ferrand à celui d'Ambert.
La commune fait partie :
- jusqu'en 2016, de la communauté de communes du Pays de Cunlhat ;
- depuis le 1er janvier 2017, de la communauté de communes Ambert Livradois Forez.

### Liste des maires
| Période                                  | Période                   | Identité             | Étiquette | Qualité     |
| ---------------------------------------- | ------------------------- | -------------------- | --------- | ----------- |
| Les données manquantes sont à compléter. |                           |                      |           |             |
| avant 1988                               | ?                         | Gilbert Costilhes    |           |             |
| mars 2001                                | mars 2014                 | Roger Fayet          |           |             |
| mars 2014                                | mai 2020                  | Patrick Faucher      |           |             |
| mai 2020                                 | En cours (au 8 août 2020) | Françoise Marseilles |           | Commerciale |

## Population et société

### Démographie
L'évolution du nombre d'habitants est connue à travers les recensements de la population effectués dans la commune depuis 1793. Pour les communes de moins de 10 000 habitants, une enquête de recensement portant sur toute la population est réalisée tous les cinq ans, les populations de référence des années intermédiaires étant quant à elles estimées par interpolation ou extrapolation. Pour la commune, le premier recensement exhaustif entrant dans le cadre du nouveau dispositif a été réalisé en 2005.

En 2022, la commune comptait 174 habitants, en évolution de −2,25 % par rapport à 2016 (Puy-de-Dôme : +2,1 %, France hors Mayotte : +2,11 %).
| 1793 | 1800 | 1806 | 1821  | 1831  | 1836 | 1841 | 1846 | 1851 |
| ---- | ---- | ---- | ----- | ----- | ---- | ---- | ---- | ---- |
| 894  | 744  | 948  | 1 032 | 1 108 | 997  | 911  | 913  | 954  |

| 1856 | 1861 | 1866 | 1872 | 1876 | 1881 | 1886 | 1891 | 1896 |
| ---- | ---- | ---- | ---- | ---- | ---- | ---- | ---- | ---- |
| 945  | 905  | 883  | 828  | 794  | 750  | 716  | 660  | 651  |

| 1901 | 1906 | 1911 | 1921 | 1926 | 1931 | 1936 | 1946 | 1954 |
| ---- | ---- | ---- | ---- | ---- | ---- | ---- | ---- | ---- |
| 606  | 565  | 535  | 473  | 468  | 404  | 403  | 319  | 272  |

| 1962 | 1968 | 1975 | 1982 | 1990 | 1999 | 2005 | 2006 | 2010 |
| ---- | ---- | ---- | ---- | ---- | ---- | ---- | ---- | ---- |
| 253  | 221  | 188  | 164  | 145  | 151  | 156  | 156  | 158  |

| 2015 | 2020 | 2022 | - | - | - | - | - | - |
| ---- | ---- | ---- | - | - | - | - | - | - |
| 177  | 172  | 174  | - | - | - | - | - | - |

## Culture locale et patrimoine

### Lieux et monuments
- Église Notre-Dame-de-l'Assomption des XVe et XVIe siècles qui fait l’objet d’une inscription au titre des monuments historiques le 2 novembre 1972[23].
- Mobilier ecclésiastique :
  - chaire à prêcher, 4e quart du XVIe siècle, classé au titre objet le 23 octobre 1974[24],
  - buffet du XVIIIe siècle, classé au titre objet le 23 octobre 1974[25],
  - vierge en majesté, statue en bois polychrome et doré (milieu du Moyen Âge), classé au titre objet le 21 septembre 1972[26].

### Patrimoine naturel
La commune est adhérente du parc naturel régional Livradois-Forez.